# Kneževo (kommun)
Kneževo är en kommun i Bosnien och Hercegovina.   Den ligger i entiteten Republika Srpska, i den centrala delen av landet, 100 km nordväst om huvudstaden Sarajevo. Antalet invånare är 10 428. Arean är 333 kvadratkilometer.